# Żelazków (Grande Polonia)
Żelazków è un comune rurale polacco del distretto di Kalisz, nel voivodato della Grande Polonia.
Ricopre una superficie di 113,57 km² e nel 2004 contava 8 934 abitanti.